# جيلكو دوكيتش
جيلكو دوكيتش هو لاعب كرة قدم بوسني في مركز الدفاع، ولد في 10 مايو 1982 في نوفي ساد في صربيا. لعب مع رتش شوروزو ونادي بوراتس بانيا لوكا ونادي واكر إنسبروك.

## وصلات خارجية
- جيلكو دوكيتش على موقع الاتحاد الأوربي (الإنجليزية)
- جيلكو دوكيتش على موقع قاعدة بيانات كرة القدم.إي يو (الإنجليزية)
- جيلكو دوكيتش على موقع Soccerway.com (الإنجليزية)
- جيلكو دوكيتش على موقع عالم كرة القدم.نت (الإنجليزية)